# Tormenta tropical Bolaven (2018)
La tormenta tropical Bolaven (conocido en el Filipinas como tormenta tropical Agaton: designación internacional: 1801, designación JTWC: 01-W) es un sistema tropical que afectó al sur de Filipinas a principios de enero de 2018. El sistema también abarcó dos calendarios, haciéndolo parte de las temporadas de 2017 y 2018. Formando como el primer sistema de la temporada de tifones en el Pacífico de 2018, Agaton se formó cerca de Palaos el 30 de diciembre de 2017.

## Historia meteorológica

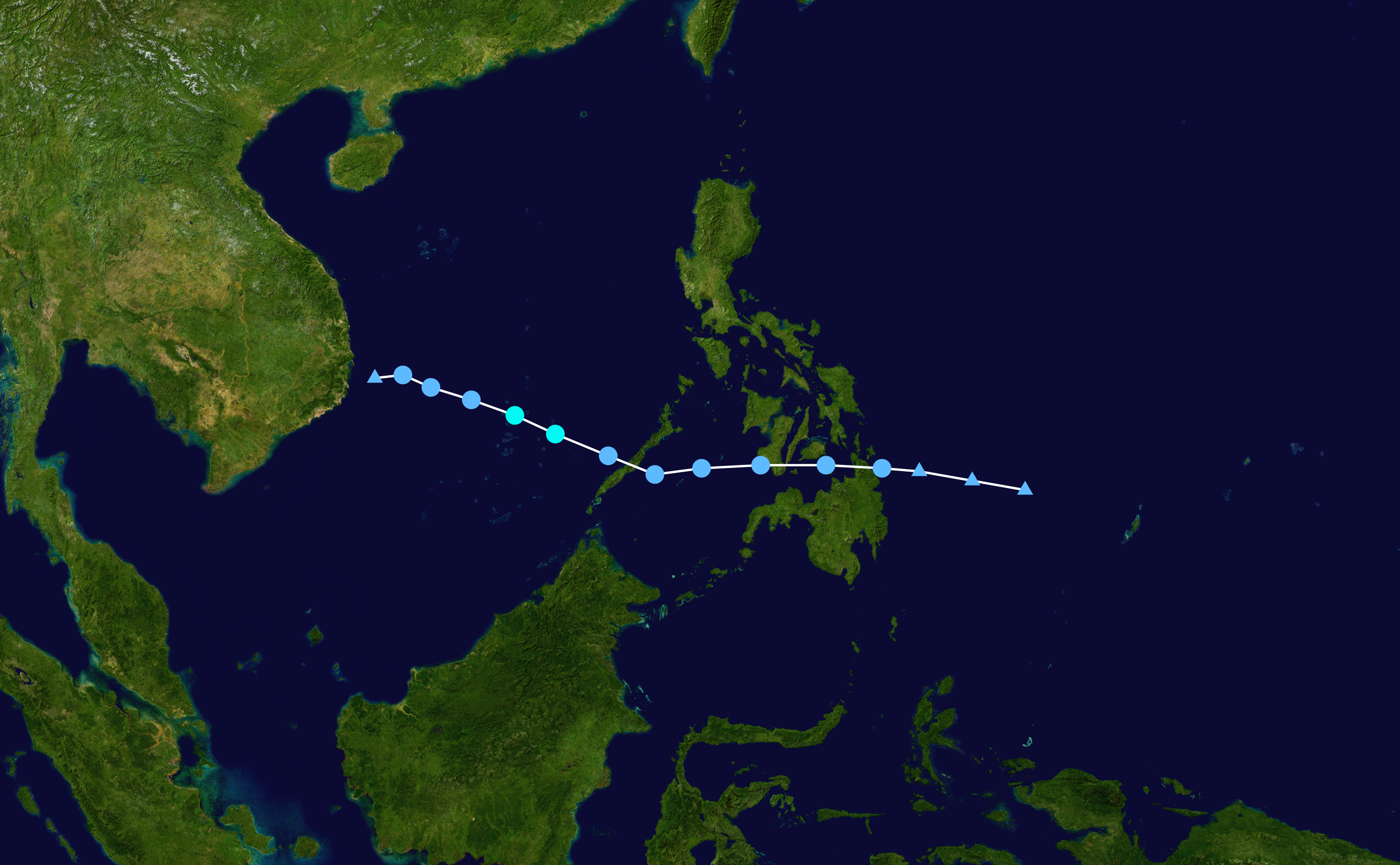
Trayectoria actual de Agaton

Formando parte de la temporada de tifones en el Pacífico de 2017, la Agencia Meteorológica de Japón (JMA) comenzó a rastrear una depresión tropical débil que se había desarrollado a unos 172 km (107 millas) al sursudoeste de Palaos el 31 de diciembre de 2017. Para el 1 de enero de 2018, el PAGASA hizo lo mismo y dio el nombre local Agaton. A las 12:00 UTC del mismo día, la JMA comenzó a emitir avisos sobre el sistema, mientras que el Joint Typhoon Warning Center (JTWC) emitió una Alerta de Formación de Ciclones Tropicales. Seis horas después, el JTWC mejoró el sistema a una depresión tropical y dio la designación de 01W.
Las imágenes satelitales representaban un sistema de consolidación con convección profunda que oscurecía su centro de circulación de bajo nivel. Seis horas más tarde, el centro de la tormenta quedó parcialmente expuesto con una convección profunda que se cortaba debido a un ligero aumento de la cizalladura del viento. A las 18:00 UTC del 2 de enero, el sistema ya estaba ubicado en un área de cizalladura baja a moderada a medida que la tormenta emergía hacia el mar del Sur de China. A pesar de que el JTWC ya predecía una tendencia al debilitamiento, el JMA finalmente mejoró el sistema a una tormenta tropical, llamándolo Bolaven, la primera tormenta con nombre de la temporada. La convección profunda permaneció desorganizada pero persistente a lo largo del día ya que su LLCC se mencionó anteriormente. A pesar de que las imágenes satelitales muestran una convección ardiente, la Agencia Meteorológica de Japón emitió su advertencia final sobre Bolaven, ya que se debilitó a una depresión tropical a principios del 4 de enero. El JTWC hizo lo mismo tres horas después de que el LLCC de Bolaven quedara totalmente expuesto a una convección deteriorada. La Agencia Meteorológica de Japón, sin embargo, mencionó los remanentes de Bolaven hasta que se disipó por completo a las 06:00 UTC del mismo día.

## Preparaciones
Agaton es la tercera de tres tormentas consecutivas que impactaron enormemente en la mitad inferior del país después de las tormentas Kai-tak (Urduja) y Tembin (Vinta). El 1 de enero, inmediatamente después de que PAGASA comenzara a emitir avisos, Public Storm Warning Signal # 1 se colocó en diecisiete provincias, principalmente en la región de Caraga y la región de Dávao. Más tarde, la isla de Bohol se colocó en una "alerta roja alta" debido a posibles inundaciones, lo que provocó que 3 unidades del gobierno municipal municipal ordenaran la evacuación obligatoria de los residentes. A medida que la tormenta avanzaba hacia el oeste, Signal # 1 se extendió en las provincias inferiores de Visayas, Península de Zamboanga y Palawan, y mencionó que todas las áreas colocadas bajo la señal experimentarían lluvias "moderadas a fuertes" en 24 horas. El 2 de enero, se prohibió a los barcos del mar salir de la provincia de Cebú, mientras que el arroyo Mahiga comenzó a desbordarse.

### Impacto

#### Filipinas
Alrededor de 2.300 pasajeros quedaron varados en varios puertos, mientras que 34 buques de mar, incluidos 66 cargamentos rodantes, fueron suspendidos. Negros Oriental también experimentó cancelaciones de viajes en autobús cuando la tormenta atravesaba la parte sur del país. Aproximadamente 200 casas en la ciudad de Mandaue se inundaron. En Misamis Oriental, 23 familias que componían a unas 132 personas se vieron obligadas a evacuar debido a las inundaciones, mientras que algunas escuelas se anunciaron suspendidas para el 3 de enero. Desde el 2 de enero, dos personas han sido asesinadas hasta ahora por la tormenta.